# Konrad Hofmann
Konrad Hofmann, hispanizado como Conrado Hofmann (abadía benedictina de Banz, Bamberg, 14 de noviembre de 1819 - Waging am See, 30 de septiembre de 1890) fue un filólogo romanista, germanista y medievalista alemán.

## Biografía
Hizo la enseñanza secundaria en Bamberg (Baviera). Inicialmente estudió tres años de medicina en la Universidad de Munich, pero sus intereses finalmente cambiaron a la filología. Luego amplió su educación en las universidades de Erlangen, Leipzig, Berlín y nuevamente Munich y Leipzig. Se doctoró en esta última ciudad en 1848 con una tesis supervisada por su profesor Heinrich Leberecht Fleischer sobre una Upanishad, pero esta tesis ha quedado inédita. Después de graduarse, viajó a París, donde investigó sobre la Edad Media francesa. En 1853 sucedió a Johann Andreas Schmeller como profesor asociado en Munich, convirtiéndose en titular en 1856. Además de sus conferencias sobre filología francesa y alemana, también impartió clases de sánscrito y paleografía.
Estudió y editó la épica medieval francesa y alemana (el Cantar de Roldán, el Cantar de Hildebrando, el Cantar de los Nibelungos...) y también algunas leyendas medievales, como las artúricas, Amis et Amiles, Salomón y Marcolf... También se aplicó a la lírica medieval francesa y provenzal. Como había estudiado medicina, aprovechó también estos conocimientos para editar un manuscrito medieval de Dioscórides, entre otros trabajos.  
En el mundo hispanohablante es conocido por una edición del Romancero que hizo junto al hispanista Ferdinand Wolf y publicaron en Berlín con el título de Primavera y flor de romances, con el fin de completar el Romancero general de Agustín Durán; esta edición sirvió de fundamento a la corregida y más ampliada de Marcelino Menéndez Pelayo en su Antología de poetas líricos castellanos.

## Obras selectas
- Über ein Fragment des Guillaume d'Orenge. München 1851; tuvo un suplemento en 1852.
- Amis et Amiles und Jourdaines de Blaivies. Zwei altfranzösische Heldengedichte des kerlingischen Sagenkreises. Erlangen 1852. 2. Auflage 1882.
- Girartz de Rossilho. 1855 (Die Werke der Troubadours. 2).
- Con Alois Joseph Vollmer: Das Hildebrandslied. Leipzig 1850.
- Con Ferdinand Wolf: Primavera y flor de romances ó colección de los mas viejos y mas populares romances castellanos. Berlín, 1856.
- Das Rolandslied. Oxforder und Venediger Text. München 1868.
- Altfranzösische lyrische gedichte aus dem Berner códice 389, 1868
- Alexis. München 1868.
- Ein katalanisches Thierepos von Ramon Lull. München 1871.
- Über Jourdain de Blaivies, Apollonius von Tyrus, Salomon und Marcolf, 1871.
- Zur Textkritik der Nibelungen. München 1872.
- Der Münchener Brut. Gottfried von Monmouth in französischen Versen des XII. Jahrhunderts. Halle a. S. 1877.
- Joufrois altfranzösisches Rittergedicht. Halle a.S. 1880.
- Con Franz Muncker, Joufrois; altfranzösisches rittergedicht, 1880.
- Lutwins Adam und Eva, Tübingen, 1881.
- Altburgundische Übersetzung der Predigten Gregors über Ezechiel aus der Berner Handschrift. München 1881.
- Ed. con T. M. Auracher: Dioscorides Longobardus. (Cod. Lat. Monacensis 337) Aus T. M. Aurachers Nachlass herausgegeben. (Teil 1) En: Romanische Forschungen. t. I, 1883.
- Johann Andreas Schmeller. Eine Denkrede. München, 1885.

Su correspondencia con el archivero Eduard von Kausler fue publicada como Briefe Konrad Hofmanns y Eduard von Kausler aus den Jahren 1848 bis 1873 ("Cartas de Konrad Hofmann y Eduard von Kausler de los años 1848 a 1873"; introducción y comentarios de Karl Vollmöller.